# Dagmar Heřtová
Dagmar Heřtová (* 1. března 1961) je česká gastronomická publicistka a foodblogerka, profesí advokátka. Žije střídavě v Praze a v Anglii.
Přispívá do různých českých médií (Lidové noviny a server Lidovky.cz, iROZHLAS) a na blog Taste Journey. K tématům jejích glos a článků patří současné trendy v gastronomii, jídla britské a české kuchyně a exotické pokrmy z celého světa. Dále píše o svých zážitcích z cestování. Účastnila se televizních pořadů Kouzelné bylinky, Polopatě a Sama doma.
V roce 2017 vydala ve svém rodinném nakladatelství Millennium Publishing knihu receptů Bylinky na mém stole.